# 이라크의 행정 구역
이라크의 행정 구역은 18개의 주와 이들 주에서 또 120개의 현으로 나뉜다.